# (Do You Love Me) Just Say Yes
(Do You Love Me) Just Say Yes is een nummer van Bob DiPiero, John Scott Sherrill en Dennis Robbins, vervolgens opgenomen als single door Highway 101. De single behaalde de toppositie in de Amerikaanse Billboard Hot Country Singles en bleef daarna nog twintig weken in de lijst staan. Ook in de Canadese RPM Country Tracks-hitlijst behaalde het nummer de toppositie.

## Hitlijsten
| Hitlijst (1988)                  | Hoogste positie |
| -------------------------------- | --------------- |
| VS Billboard Hot Country Singles | 1               |
| Canadese RPM Country Tracks      | 1               |